# Lafayette Parish
Lafayette Parish (franska: Paroisse de Lafayette) är ett administrativt område, parish, i delstaten Louisiana, USA. År 2010 hade området 221 578 invånare. Den administrativa huvudorten är Lafayette. 

## Geografi
Enligt United States Census Bureau har countyt en total area på 700 km². 699 av den arean är land och 1 km² är vatten.

### Angränsande områden
- Saint Landry Parish - norr
- Saint Martin Parish - öster
- Iberia Parish - sydost
- Vermilion Parish - söder
- Acadia Parish - väster